# Pothole Gulch
Pothole Gulch (englisch für Grubenschlucht) ist eine Schlucht im Südosten von Vindication Island im Archipel der Südlichen Sandwichinseln.
Das UK Antarctic Place-Names Committee benannte sie 1971 nach den zahlreichen Gletschertöpfen, von denen der Talboden die Schlucht durchzogen ist.